# Masami Tsuchiya (Musiker)
Masami Tsuchiya (japanisch 土屋 昌巳 Tsuchiya Masami; * 22. August 1952 in Fuji, Shizuoka) ist ein japanischer Musiker, der Ende der 1970er Jahre als Sänger und Gitarrist der Gruppe Ippu-Do und in den 1980er Jahren als Gitarrist der Band Japan berühmt wurde.

## Leben
Tsuchiyas Musikkarriere begann 1969 im Alter von 17 Jahren als Roadie und Aushilfsgitarrist in der Band, The Golden Cups. 1972 wurde Tsuchiya von dem japanischen Schlagzeuger Nobu Saito als Session Gitarrist rekrutiert. Er tourte zu dieser Zeit auch mit der Band Lily und mit Ryuichi Sakamoto in der By–By Session Band. Tsuchiya wurde danach regelmäßiges Mitglied der Gruppen Junko Ohashi und Minoya Central Station, die er allerdings 1978 mit der Gründung von Ippu-Do verließ.
Seit 1982 hat Tsuchiya mit unterschiedlichen Künstlern wie den englischen New Wave Musikern von Japan, Bill Nelson, Ryuichi Sakamoto, dem Duran Duran Nebenprojekt Arcadia und der japanischen Rockband Buck-Tick zusammen gearbeitet.
Im März 2008 gründete Tsuchiya zusammen mit Kazuhiko Kato als Gitarristen, Gota Yashiki am Schlagzeug, Rei Ohara am Bass und dem Sänger Anza die Rockband, Vitamin-Q. Nach dem Suizid von Kato am 17. Oktober 2009 hat sich die Band aufgelöst.
Nach Bekanntwerden der Krebsdiagnose von Mick Karn, dem ehemaligen Japan Bassisten im Juni 2010, kam Tsuchiya mit seinen ehemaligen Bandkollegen Gota Yashiki, Vivian Hsu und Masahide Sakuma von der japanischen New Wave Band Plastics zusammen und nahm zwei Songs auf, um Spenden für Karn und seine Familie zu sammeln. Tsuchiya und Karn haben als The d.e.p. die Alben, We are The d.e.p. und das Album Shinkei Stop veröffentlicht.
2015 gründete Tsuchiya mit Koji Ueno am Bass, Motokatsu Miyagami der Band Sugizo am Schlagzeug, Ken Morioka an den Keyboards und Issay-Kun als Sänger die Band KA.F.KA. In dem Interview mit JRockarchives wurde der Bandname von Franz Kafka und seinen Büchern inspiriert.

## Diskografie

### Soloalben
- (1982) Rice Music – Album
- (1983) Alone – book with flex disc records
- (1985) Tokyo Ballet – Album
- (1986) Life In Mirrors – Album
- (1988) Horizon – Album
- (1989) Time Passenger – Album
- (1998) Forest People – Album
- (2013) Swan Dive – EP[6]

### Mit Japan
- (1983) Japan, Oil on Canvas – Gitarre und Keyboards

#### Mit The d.e.p.
- (2001) The d.e.p., We are The d.e.p. – Album

#### Mit KA.F.KA
- (2015) KA.F.KA, Fantome † Noir – Album

### Zusammenarbeit
- (1982) Kim Wilde, Select – Komponist von Bitter is Better
- (1983) Japan, Oil on Canvas – Gitarre und Keyboards
- (1985) Arcadia, So Red the Rose – Gitarre und Violine
- (2004) dr jan guru (Jan Linton), Planet Japan – Gitarre
- (2004) Sakurai Atsushi, Ai no Wakusei – Komponist von Shingetsu
- (2019) The Yellow Monkey, 9999 – Komponist von Kono Koi no Kakera und Kegawa no Kōto no Blues

### Andere Veröffentlichungen
- Parade – Respective Tracks of Buck-Tick – 2005, der Titel – Mienai Mono o Miyo to Suru Gokai Subete Gokai da
- Luna Sea – Memorial Cover Album, Re:birth – 2007, der Titel – Moon